# Carlo I Doria Del Carretto
Carlo I Doria Del Carretto, I duca di Tursi (Genova, 1576 – Genova, 9 gennaio 1649), è stato un nobile e generale italiano.

## Biografia

### I primi anni e la carriera al servizio di Spagna e Genova
Nato a Genova nel 1576, Carlo era figlio secondogenito di Gianandrea Doria principe di Melfi, a sua volta figlio di Giannettino ed erede adottato del celebre ammiraglio Andrea Doria; sua madre era Zanobia Del Carretto.
Seguendo le orme del padre, sin da giovanissimo si schierò non solo col solco politico tracciato da Andrea Doria all'interno della Repubblica di Genova, ma anche a favore della Spagna. Il 12 dicembre 1594 venne inviato dal padre per la prima volta alla corte di Madrid, con l'intento di richiedere al sovrano spagnolo l'affidamento temporaneo delle galee qualora il padre non fosse stato in grado di svolgere tale compito per motivi di salute, sottolineando inoltre l'enorme carico di lavoro e di responsabilità a cui Gianandrea era ormai stanco di sopperire. Al giovanissimo Carlo Doria venne inoltre affidato l'incarico di garantire alla sua famiglia il privilegio della zecca di monete d'oro e d'argento non solo nei feudi dei Doria, ma anche nelle terre che questi avevano confiscato ai Fieschi. Al suo ritorno dalla Spagna, Carlo venne ricompensato dal padre con l'assegnazione di un palazzo sulla Strada Nuova, già di proprietà della famiglia Grimaldi (Palazzo Tursi, oggi sede del comune di Genova).
Intrapresa la carriera militare nella marina genovese, nel 1596 partì assieme ad una squadra di dieci galee alla volta di Marsiglia nelle cui acque del porto ebbe modo di catturare due vascelli francesi, conducendone poi uno a Loano e uno a Genova. Malgrado ciò il Doria non sapeva che la Francia e la Spagna avevano siglato un accordo secondo il quale avrebbero cessato le loro ostilità e pertanto un tale gesto da parte della repubblica genovese, sotto le cui insegne il Doria combatteva, alleata della Spagna, venne giudicato da re Enrico IV come inammissibile. Il gesto di Carlo Doria, ad ogni modo, contribuì a far emergere al senato genovese due correnti politiche e di pensiero che si ripartirono in anti-spagnoli (che divennero anche anti-doriani) e filospagnoli. Al prevalere di quest'ultima corrente, l'ambasciatore genovese in Francia rispose che la Repubblica non poteva rispondere del comportamento dei propri cittadini i quali svolgevano azioni senza una guerra dichiarata e che. Su ordine dello stesso senato genovese di fronte al proseguire delle ostilità e su probabile sprone del padre e della Spagna, Carlo tornò al porto di Marsiglia con nuove galee genovesi per fomentare la ribellione della città, ma ne venne scacciato dal duca di Guisa che ristabilì anche l'ordine localmente.
Nel febbraio del 1599 accolse col padre nel loro palazzo di Genova Margherita d'Austria, da poco regina di Spagna. Per contrasti col doge Lazzaro Grimaldi Cebà, il potere dei Doria era tale che il padre ottenne che il figlio Carlo sostituisse la più alta carica della repubblica in alcuni incarichi previsti dall'etichetta, sostenuto in questo sempre dal fortissimo appoggio della Spagna. Sul finire del mese, il corteo reale salpò alla volta della Spagna e Carlo Doria venne assegnato al comando delle galee di scorta, alcune delle quali pagate a proprie spese. 
Nel 1601, Carlo venne inviato a compiere una spedizione militare contro i pirati berberi Algeri con 17 galee. Con la morte del padre nel 1606, nell'eredità che ricevette Carlo ottenne anche 12 galee e da Filippo III di Spagna ottenne la somma di 2000 scudi. Nel contempo la morte di Gianandrea aveva riaperto la volontà del senato genovese di riarmare la repubblica anche a scapito della Spagna. 
Nel 1606, con 11 galee genovesi, prese parte ad una spedizione contro i turchi e nel 1609 Filippo III gli affidò l'incarico di trasportare 100.000 mori in Africa; terminato tale compito gli affidò il principato di Avella come feudo. Nel 1619 il Doria divenne luogotenente del principe Emanuele Filiberto di Savoia e venne da questi posto a capo di una flotta alleata composta da spagnoli, maltesi, pontifici, toscani e genovesi che compì un'ulteriore spedizione contro Tunisi. Carlo riuscì ad occupare il porto di Tunisi solo durante una seconda spedizione che si svolse nel 1623, infliggendo gravi perdite alla marina turca.
Più volte in quegli stessi anni fu ambasciatore e mediatore per conto della repubblica di Genova, in particolare col duca di Savoia, come pure in occasione dell'evacuazione del Sassello da parte dei soldati spagnoli dopo la conquista definitiva da parte delle armate genovesi, oppure presso il governatore di Milano, Álvaro de Bazán, suo consuocero. Apprezzato anche dal duca di Olivares, questo non fece altro che aumentare il potere personale e i privilegi del Doria a scapito addirittura di quelli concessi alla repubblica.

### La guerra Savoia-Genova
Ancora una volta, ad ogni modo, la repubblica genovese non poté fare a meno di servirsi di Carlo Doria quando scoppiò la Guerra Savoia-Genova del 1625. Approfittando della situazione internazionale favorevole e prendendo il pretesto della vendita a Genova del feudo di Zuccarello che gli impediva di raggiungere il mare, Carlo Emanuele di Savoia si accordò con la Francia per attaccare il territorio genovese. Il comando delle forze venne affidato dapprima a Giovanni Girolamo Doria ma, essendo ormai avanti con l'età, il generalato passò quindi a Carlo Doria che venne nominato governatore militare della città e comandante della milizia cittadina. L'elezione del Doria a comandante dell'esercito genovese in una situazione di pericolo venne criticata da molti in quanto non solo le sue galee erano al servizio della Spagna, ma i suoi legami personali e famigliari prefiguravano quella che da molti venne vista come una vera occupazione da parte degli spagnoli del territorio della repubblica. Ancora una volta, ad ogni modo, la presenza del Doria si manifestò come risolutiva: la sua ostinazione nella necessità di difendere Savona fortificando i passi di Gavi e di Rossiglione anziché concentrare tutte le proprie difese a Genova come suggerito dal governo della repubblica, il Doria riuscì ad avere la meglio. A conclusione del suo trionfo, fece giungere dalla Spagna una galea con a bordo un milione di pezzi d'oro da destinare alle casse dello stato genovese, denaro che era stato raccolto presso le famiglie genovesi che si erano trasferite da tempo in Spagna ma che non avevano dimenticato la madrepatria che ora abbisognava di risorse. Subito dopo questo gesto, da Napoli giunsero altre ventitré galee spagnole con viveri e munizioni spediti dai genovesi che si erano stabiliti da tempo nella capitale partenopea, oltre a 600 miliziani spagnoli pagati a spese del cardinale Giovanni Doria, fratello di Carlo e viceré ad interim della Sicilia.

### In Corsica
Dopo la firma della pace di Monzón nel marzo del 1626 siglata tra Francia e Spagna, ad ogni modo, i genovesi temevano comunque un possibile intervento dei francesi in Corsica. Per questo scopo Genova organizzò una flotta di dodici galee e ne affidò il comando al Doria il quale venne a conoscenza del fatto che il duca di Guisa stava predisponendo delle navi per una spedizione. A causa del tempo inclemente, ad ogni modo, le navi francesi erano andate danneggiate ed erano ora ancorate al porto di Livorno per eseguire le necessarie riparazioni. Per questo scopo, il Doria diresse le proprie navi verso il nemico, ma il duca di Guisa riuscì a salpare immediatamente alla volta del porto di Marsiglia, inseguito a distanza dalle navi genovesi.

### Il ruolo alla dieta di Ratisbona
Filippo IV, nel frattempo, si era alleato coi Savoia nell'ambito della guerra dei trent'anni e per questo scopo aveva costretto anche Genova ad allearsi con gli ex-nemici, ma aveva nel contempo sospeso i crediti che aveva nei confronti dei genovesi per ripagare altre spese di guerra più urgenti da sostenere. Questo decreto spagnolo incontrò ovviamente l'ostilità del governo della repubblica. Il Doria venne ancora una volta sfruttato per le sue conoscenze affinché mediasse presso il re e presso il duca di Olivares per veder cancellato questo decreto. Il Doria mobilitò nell'interesse di Genova anche personaggi insospettabili come il cardinale Antonio Zapata y Cisneros, confessore personale del re di Spagna, Fernando Afán de Ribera, duca di Alcalá, Manuel de Acevedo y Zúñiga, conte di Monterey, Juan de Mendoza y Velasco, marchese della Hionjosa, e Francisco Fernández de la Cueva, duca di Albuquerque. Ancora una volta la presenza del Doria favorì i negoziati che si conclusero poco dopo in maniera favorevole per Genova, riuscendo la Spagna a trovare le risorse necessarie in Portogallo.
Questo solo tentativo di mettere in crisi l'economia genovese, ad ogni modo, fu la goccia che fece traboccare il vaso nei rapporti tra Genova e la Spagna in quel periodo. Dal canto suo, la data del 1627 segnò per il Doria l'inizio di un sempre più progressivo allontanamento dalle istituzioni genovesi a vantaggio di quelle spagnole. Nel 1630 il re di Spagna lo scelse quale suo ambasciatore presso l'importantissima corte di Vienna, mediando anche nell'ambito della guerra di successione del Monferrato tra le due potenze. Nel gennaio del 1631 venne inviato dal re di Spagna a Ratisbona come ambasciatore presso la Dieta imperiale col compito di perorare la causa dell'elezione di Ferdinando III d'Asburgo, già re d'Ungheria, a re dei Romani.
Alla conferenza si discusse nel contempo della soluzione del conflitto del Monferrato e pertanto egli scrisse al re di Spagna circa le condizioni di pace prima che queste venissero ratificate. Questa sua precisazione non mutò alla fine le sorti della pacificazione che vide l'ascesa del filofrancese Carlo I di Gonzaga-Nevers, ma consentì alla Spagna di ottenere alcune piccole concessioni, compresa quella di punire sudditi e vassalli anche dell'impero che fossero risultati ribelli o contumaci alle disposizioni governative.
Filippo IV di Spagna, vedendo la grande fedeltà dimostrata dal Doria, gli concesse il titolo di grande di Spagna, nonché quella di generalissimo dell'esercito spagnolo in Italia e il ruolo di presidente del Supremo Consiglio d'Italia, il principale organo di governo degli stati spagnoli nella penisola.

### La rivolta di Napoli e gli ultimi anni
Tra il 1647 ed il 1648, il Doria ebbe ancora modo di servire la Spagna durante la rivolta di Napoli, avvantaggiandosi questa volta del fatto che non solo i rivoltosi erano contrari al re di Spagna, ma si schieravano anche contro i possessori dei feudi locali, molti dei quali erano genovesi. Pur ponendosi come mediatore tra le due parti, Carlo venne fatto prigioniero sino all'aprile del 1648 dei rivoltosi. Una volta liberato, ottenne di entrare nel consiglio privato del viceré di Napoli. Con l'arrivo della flotta spagnola in loco, riprese la propria carriera militare salpando ancora una volta contro il duca di Guisa. Rientrò a Genova sul finire del 1648 e vi morì il 9 gennaio 1649.

## Matrimonio e figli
Carlo Doria sposò Placidia Spinola, figlia ed erede di Giannettino, marchese di Calice e di Veppo, dalla quale ebbe otto figli:
- Giannettino
- Tommaso
- Gianandrea (*1607-†1628), sposò la principessa Costanza Doria
- Nicolò
- Domenico
- Filippo
- Francesco
- Maria Giovanna (1614-1663), sposò Giovanni Francesco Serra, II marchese di Strevi

## Genealogia
|                                             |                                            |                                                 | Genitori                                 |  |  | Nonni |  |  | Bisnonni                             |  |  | Trisnonni                             |  |
|                                             |                                            |                                                 |                                          |  |  |       |  |  | Tommaso Doria, consignore di Oneglia |  |  | Giovanni Doria, consignore di Oneglia |  |
|                                             |                                            |                                                 |                                          |  |  |       |  |  | Tommaso Doria, consignore di Oneglia |  |  | Giovanni Doria, consignore di Oneglia |  |
|                                             |                                            | Luigia Doria                                    |                                          |  |  |       |  |  | Tommaso Doria, consignore di Oneglia |  |  |                                       |  |
| Giannettino Doria                           |                                            |                                                 |                                          |  |  |       |  |  | Tommaso Doria, consignore di Oneglia |  |  |                                       |  |
|                                             |                                            | Maria Grillo                                    | Lorenzo Grillo                           |  |  |       |  |  |                                      |  |  |                                       |  |
|                                             |                                            | Maria Grillo                                    | Lorenzo Grillo                           |  |  |       |  |  |                                      |  |  |                                       |  |
|                                             |                                            | Maria Grillo                                    | ?                                        |  |  |       |  |  |                                      |  |  |                                       |  |
| Gianandrea Doria, principe di Melfi         |                                            | Maria Grillo                                    |                                          |  |  |       |  |  |                                      |  |  |                                       |  |
|                                             |                                            | Adamo Centurione Oltremarino, marchese di Laula | Luciano Centurione Oltremarino           |  |  |       |  |  |                                      |  |  |                                       |  |
|                                             |                                            | Adamo Centurione Oltremarino, marchese di Laula | Luciano Centurione Oltremarino           |  |  |       |  |  |                                      |  |  |                                       |  |
|                                             |                                            | Adamo Centurione Oltremarino, marchese di Laula | Clara di Negro                           |  |  |       |  |  |                                      |  |  |                                       |  |
| Ginetta Centurione Oltremarino              |                                            | Adamo Centurione Oltremarino, marchese di Laula |                                          |  |  |       |  |  |                                      |  |  |                                       |  |
|                                             |                                            | Orietta Grimaldi                                | Marco Grimaldi                           |  |  |       |  |  |                                      |  |  |                                       |  |
|                                             |                                            | Orietta Grimaldi                                | Marco Grimaldi                           |  |  |       |  |  |                                      |  |  |                                       |  |
|                                             |                                            | Orietta Grimaldi                                | Luigia Doria                             |  |  |       |  |  |                                      |  |  |                                       |  |
| Carlo I Doria Del Carretto, I duca di Tursi |                                            | Orietta Grimaldi                                |                                          |  |  |       |  |  |                                      |  |  |                                       |  |
|                                             | Alfonso I Del Carretto, marchese di Finale | Giovanni I Del Carretto, marchese di Finale     |                                          |  |  |       |  |  |                                      |  |  |                                       |  |
|                                             | Alfonso I Del Carretto, marchese di Finale | Giovanni I Del Carretto, marchese di Finale     |                                          |  |  |       |  |  |                                      |  |  |                                       |  |
|                                             | Alfonso I Del Carretto, marchese di Finale | Viscontina Adorno                               |                                          |  |  |       |  |  |                                      |  |  |                                       |  |
| Marcantonio Del Carretto, principe di Melfi | Alfonso I Del Carretto, marchese di Finale |                                                 |                                          |  |  |       |  |  |                                      |  |  |                                       |  |
|                                             |                                            | Peretta Usodimare                               | Gherardo Usodimare                       |  |  |       |  |  |                                      |  |  |                                       |  |
|                                             |                                            | Peretta Usodimare                               | Gherardo Usodimare                       |  |  |       |  |  |                                      |  |  |                                       |  |
|                                             |                                            | Peretta Usodimare                               | Teodorina Cybo                           |  |  |       |  |  |                                      |  |  |                                       |  |
| Zenobia Del Carretto                        |                                            | Peretta Usodimare                               |                                          |  |  |       |  |  |                                      |  |  |                                       |  |
|                                             |                                            | Antonio de Leyva, I principe di Ascoli          | Juan Martinez de Leyva, signore di Leyva |  |  |       |  |  |                                      |  |  |                                       |  |
|                                             |                                            | Antonio de Leyva, I principe di Ascoli          | Juan Martinez de Leyva, signore di Leyva |  |  |       |  |  |                                      |  |  |                                       |  |
|                                             |                                            | Antonio de Leyva, I principe di Ascoli          | Constanza Hurtado de Mendoza             |  |  |       |  |  |                                      |  |  |                                       |  |
| Giovanna de Leyva                           |                                            | Antonio de Leyva, I principe di Ascoli          |                                          |  |  |       |  |  |                                      |  |  |                                       |  |
|                                             |                                            | Castellana de Vilaragut                         | Jaime de Vilaragut, barone di Beniajar   |  |  |       |  |  |                                      |  |  |                                       |  |
|                                             |                                            | Castellana de Vilaragut                         | Jaime de Vilaragut, barone di Beniajar   |  |  |       |  |  |                                      |  |  |                                       |  |
|                                             |                                            | Castellana de Vilaragut                         | Maria Angela de Belvis                   |  |  |       |  |  |                                      |  |  |                                       |  |
|                                             |                                            | Castellana de Vilaragut                         |                                          |  |  |       |  |  |                                      |  |  |                                       |  |